# Władysław Podgórski
Władysław Podgórski (* 12. Juli 1956 in Rytro; † 9. Mai 1976 in Nowy Sącz) war ein polnischer Skilangläufer.
Podgórski, der für den LKS Poroniec Poronin startete, kam bei seiner einzigen Teilnahme an Olympischen Winterspielen im Februar 1976 in Innsbruck auf den 44. Platz über 15 km und auf den 13. Platz zusammen mit Wiesław Gębala, Jan Staszel und Jan Dragon in der Staffel. Im Mai 1976 starb er nach einem Autounfall.